# Nordische Badmintonmeisterschaft 1986
Die Nordische Badmintonmeisterschaft 1986 fand in Reykjavík auf Island statt. Es war die 25. Auflage dieser Veranstaltung.

## Finalergebnisse
| Disziplin    | Sieger                             | Finalist                              | Ergebnis          |
| ------------ | ---------------------------------- | ------------------------------------- | ----------------- |
| Herreneinzel | Michael Kjeldsen                   | Morten Frost                          | 15-12, 15-9       |
| Dameneinzel  | Kirsten Larsen                     | Christine Magnusson                   | 12-10, 5-11, 11-4 |
| Herrendoppel | Steen Fladberg Morten Frost        | Jan-Eric Antonsson Pär-Gunnar Jönsson | 15-10, 15-12      |
| Damendoppel  | Dorte Kjær Nettie Nielsen          | Maria Bengtsson Christine Magnusson   | 15-8, 15-11       |
| Mixed        | Jan-Eric Antonsson Maria Bengtsson | Steen Fladberg Gitte Paulsen          | 17-16, 15-3       |